# Assemblée nationale
Assemblée Nationale – stacja linii nr 12 metra  w Paryżu. Stacja znajduje się w 7. dzielnicy Paryża. Została otwarta 5 listopada 1910.